# George Ostafi

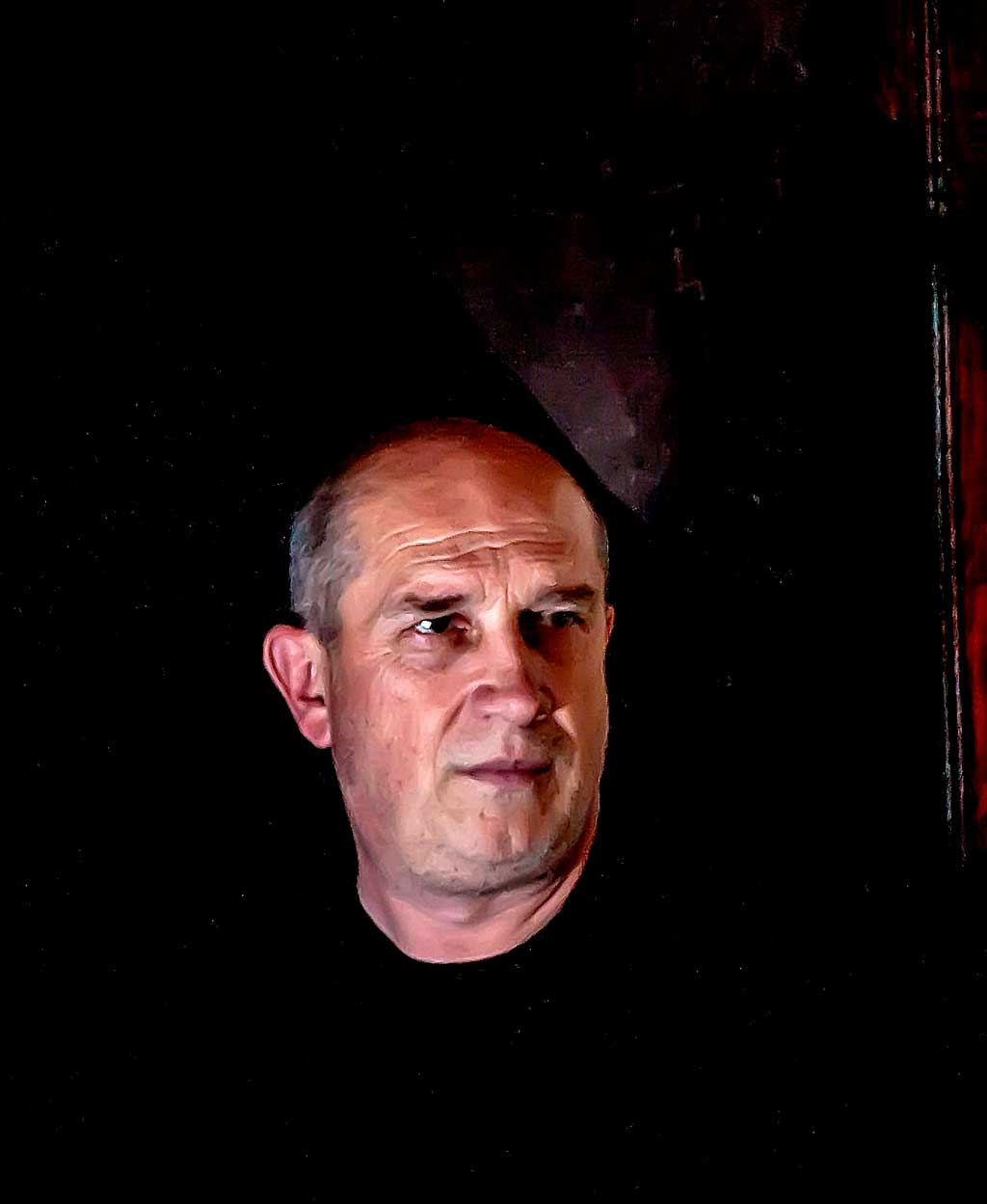
George Ostafi (2016)

George Ostafi-OST (* 4. Dezember 1961 in Suceava; † 30. Januar 2019 in Slatina) war ein rumänischer Maler und Grafiker aus Suceava. Der abstrakte Expressionist ist bekannt durch seine farbgewaltigen Ölgemälde, die er seit 1980 auf internationalen Ausstellungen präsentierte. Er gewann Preise u. a. in Tokio, Lecce (Italien) und Liegnitz (Polen).

## Leben und Werk
Ostafi-OST stammt aus einer rumäniendeutschen Künstlerfamilie. Seinen ersten Unterricht erhielt er im Atelier seines Vaters. Er hatte ein abgeschlossenes Ingenieurstudium, sich aber schon während der Zeit des kommunistischen Rumäniens durch intensive Selbststudien in der Malerei ausgebildet und dabei einen eigenen, expressiven Stil entwickelt. Er malte mit Öl auf Leinwand, bevorzugte dabei große Flächen. Seine Werke sind abstrakt und nicht figurativ. Seine Kompositionen sind explosiv und dynamisch, bilden oft ein Quadrat. Seit 1991 war Ostafi-OST als Museologe am Bukowina-Museum Suceava tätig.

## Ausstellungen (Auswahl)
- Gruppenausstellung „Pictori din Suceava“, 1999, Chicago (USA)
- „Engel über Bietigheim“, 2004, Bietigheim-Bissingen (D)
- „Engelsflügel“, 2005, Wolfsburg (D)
- „Engelslider“, 2006, Bukarest (RO)
- „Panta rhei – alles fließt“, 2006, Ulm (D)
- „Der sechste Tag“, 2006, Goettingen (D)
- „24 qm“ mit Wladyslaw Kubien, 2007, Tulcea (RO), Czernowitz (UA), Cesky Tesin (CZ), Cziesyn (PL)
- „Farbenglut“, 2008, Augsburg (D)
- „Figurative und abstrakte Malerei“ mit Monika Sohn, 2009, Kirtorf-Obergleen (D)
- „Repere 2005–2011“, 2011, Suceava (RO)
- „Oxidare“, 2013, Suceava (RO)

## Preise und Auszeichnungen
- International Cartoon Contest, Lecce (Italien)
- Satyrykon, Liegnitz (Polen)
- Bronze-Medaille für Karikatur, Yomiuri Shimbun, Tokio
- Stipendium am Hornmoldhaus Museum, Bietigheim-Bissingen